# Cochranella riveroi
"Cochranella" riveroi
Espèce
Synonymes
- Centrolenella riveroi Ayarzagüena, 1992

Statut de conservation UICN

 VU D2 : Vulnérable
"Cochranella" riveroi est une espèce d'amphibiens de la famille des Centrolenidae. Depuis la redéfinition du genre Cochranella, il est évident que C. riveroi n'appartient pas à ce genre mais aucun autre genre n'a pour l'instant été proposé de manière formelle.

## Répartition
Cette espèce est endémique de l'État d'Amazonas au Venezuela. Elle se rencontre à 1 600 m d'altitude sur le Cerro Aracamuni.

## Étymologie
Cette espèce est nommée en l'honneur de Juan Arturo Rivero.

## Publication originale
- Ayarzagüena, 1992 : Los centrolenidos de la Guayana Venezolana. Publicaciones de la Asociación de Amigos de Doñana, vol. 1, p. 1-46.